# Shaula
Shaula (λ Sco / λ Scorpii / Lambda Scorpii) è una stella appartenente alla costellazione dello Scorpione. Avendo una magnitudine apparente di +1,62, essa è la seconda stella più brillante della costellazione, dopo Antares, nonché la ventiquattresima stella più brillante dell'intera volta celeste. Nonostante ciò, Bayer le ha assegnato la lettera λ, cioè l'undicesima lettera dell'alfabeto greco, forse a causa della sua posizione molto a sud. Si tratta in realtà di un sistema triplo, due componenti del quale sono costituiti da due massicce stelle appartenenti alle prime sottoclassi della classe spettrale B. La terza componente ha invece una natura incerta, ma potrebbe trattarsi di una stella T Tauri, ancora in via di formazione. Shaula probabilmente deriva il suo nome dall'arabo Al Shaulah, che significa "pungiglione", con riferimento alla posizione della stella che marca, assieme alla vicina Lesath, la parte terminale della coda dello Scorpione.

## Osservazione
Appare come un astro di colore azzurro individuabile nella parte meridionale della costellazione, al termine della concatenazione di stelle disposte ad arco che disegna la coda dello Scorpione, in corrispondenza di un tratto molto intenso della Via Lattea. Avendo una declinazione di 37°S, Shaula è una stella dell'emisfero australe. Nell'emisfero boreale essa non può essere osservata a nord del 53º parallelo, il che esclude buona parte del Canada e l'Europa settentrionale. Diventa circumpolare solo alle latitudini più meridionali del 53°S, cioè solo nelle estreme regioni meridionali del Sudamerica e nel continente antartico.
Visivamente appare molto vicina (solo 36 minuti d'arco) a υ Scorpii (conosciuta anche come Lesath) con la quale forma il pungiglione dello Scorpione. Tuttavia si tratta solo di una vicinanza puramente visiva: le due stelle non sono legate fisicamente fra loro e distano in realtà centinaia di anni luce l'una dall'altra.
Il periodo migliore per la sua osservazione nel cielo serale ricade nei mesi compresi fra maggio e settembre; nell'emisfero sud è visibile anche per un periodo maggiore, grazie alla declinazione australe della stella, mentre nell'emisfero nord può essere osservata in particolare durante i mesi estivi boreali.

## Ambiente galattico
La nuova riduzione dei dati astrometrici del telescopio spaziale Hipparcos risalente al 2007 ha portato a un nuovo calcolo della parallasse di Shaula, che è risultata essere 5,71 ± 0,75 mas. Pertanto la distanza di Shaula dalla Terra è pari a 175,1 pc, equivalenti a 571 anni luce. Tuttavia la natura di stella multipla di Shaula rende le misurazioni compiute da Hipparcos non molto affidabili. Tango et al. (2006) hanno utilizzato la natura multipla della stella per calcolarne la parallasse dinamica, il che ha portato alla distanza sensibilmente più bassa di 112 ± 5 pc, corrispondenti a 365 ± 16 anni luce.
Se questo calcolo dovesse risultare corretto, ciò avrebbe significative conseguenze sull'appartenenza di Shaula all'Associazione OB Scorpius-Centaurus, ossia l'associazione OB più vicina a noi. Tale associazione è divisa in tre grandi sottogruppi, chiamati Scorpione superiore, Centauro superiore-Lupo e Centauro inferiore-Croce; i primi due si trovano a una distanza media di poco più di 140 pc, mentre il terzo è più vicino e dista mediamente 116 pc. Mentre Brown & Verschueren (1997) assegnano Shaula allo Scorpione superiore, de Zeeuw et al. (1999) non annoverano Shaula fra i membri certi dell'associazione Scorpius-Centaurus. La distanza ottenuta da Tango et al. (2006) è compatibile con l'appartenenza al Centauro inferiore-Croce, ma le coordinate galattiche della stella sono troppo differenti da quelle degli altri membri di questo sottogruppo per poter pensare che sia un membro di essa. Le probabilità che Shaula sia un membro dell'associazione sono dunque scarse.

## Caratteristiche fisiche
Shaula è una stella tripla, cioè, sebbene appaia a occhio nudo come una singola stella, è formata in realtà da tre stelle fra loro vicine e legate gravitazionalmente. La principale è una stella blu di classe spettrale B1,5IV. Essa è chiamata Shaula A. Intorno ad essa ruotano una stella di sequenza principale blu di classe B2, chiamata Shaula B, in un'orbita più larga, e un altro oggetto, di massa più piccola e di natura incerta, chiamato Shaula a, in un'orbita più stretta intorno a Shaula A. Le tre componenti si sono probabilmente formate dalla stessa nube di gas e hanno quindi la stessa età. La coppia AB ha un periodo orbitale di 1052,8 ± 1,2 giorni (2,88 anni) e una eccentricità orbitale moderata (e=0,121 ± 0,005). L'orbita è inclinata di 77,2° ± 0,2° rispetto al piano della volta celeste, mentre l'argomento del pericentro è di 254,8° ± 0,9°. Il semiasse maggiore dell'orbita è di 49,3 ± 0,3 mas, che alla distanza di 112 pc, ricavata dalla parallasse dinamica, corrispondono a 825 milioni di km, ossia circa 5,5 UA.

### Shaula A
La classe spettrale B1,5 cui Shaula A è assegnata indica che si tratta di una stella ad elevata temperatura superficiale: essa raggiunge infatti i  25 000 ± 1000 K. La sua massa è inferibile dai parametri orbitali del sistema ed è stata stimata in 10,3 ± 1,3 M☉; la sua gravità superficiale è 3,8 ± 0,1 logg. Stelle così massicce sono molto luminose: quella di Shaula si aggira intorno a 9 000 L☉. Dalla temperatura e dalla luminosità si ricava un raggio 6,2 volte quello del Sole
Shaula manifesta dei fenomeni di variabilità, che la pongono nel gruppo delle variabili β Cephei: si tratta di un tipo di variabili pulsanti, di tipo spettrale B0-B2 III-V, che possiedono masse comprese fra le 10 e le 20 M⊙ e che nel diagramma di Hertzsprung-Russell si collocano leggermente al di sopra della sequenza principale, con magnitudine assoluta compresa tra −3 e −5; il punto di massima luminosità di una variabile β Cephei corrisponde approssimativamente alla massima contrazione della stella. Tipicamente le variabili β Cephei subiscono delle variazioni di luminosità di alcuni centesimi di magnitudine con periodi da 0,1 a 0,3 giorni. La principale variazione di Shaula ha una ampiezza di 0,023 magnitudini e un periodo di 5,12 ore. Sono inoltre presenti altre variazioni secondarie con periodi di 6,15, 4,49 e 2,46 ore. Non sono state trovate interazioni fra queste oscillazioni e il periodo orbitale della compagna stretta Shaula a, che quindi non pare avere influenza sui modi di pulsazione della principale. L'analisi dei modi di pulsazione ha anche permesso di stabilire che l'asse di rotazione della stella è inclinato rispetto alla linea di vista di 70°-90°.
Shaula A è classificata come una stella subgigante, ma è probabile che essa si trovi ancora nella sequenza principale. In particolare, a seconda del valore preciso della sua massa, essa si trova al 30%-60% del tempo di permanenza nella sequenza principale; la sua età è compresa fra 10 e 13 milioni di anni.

### Shaula B

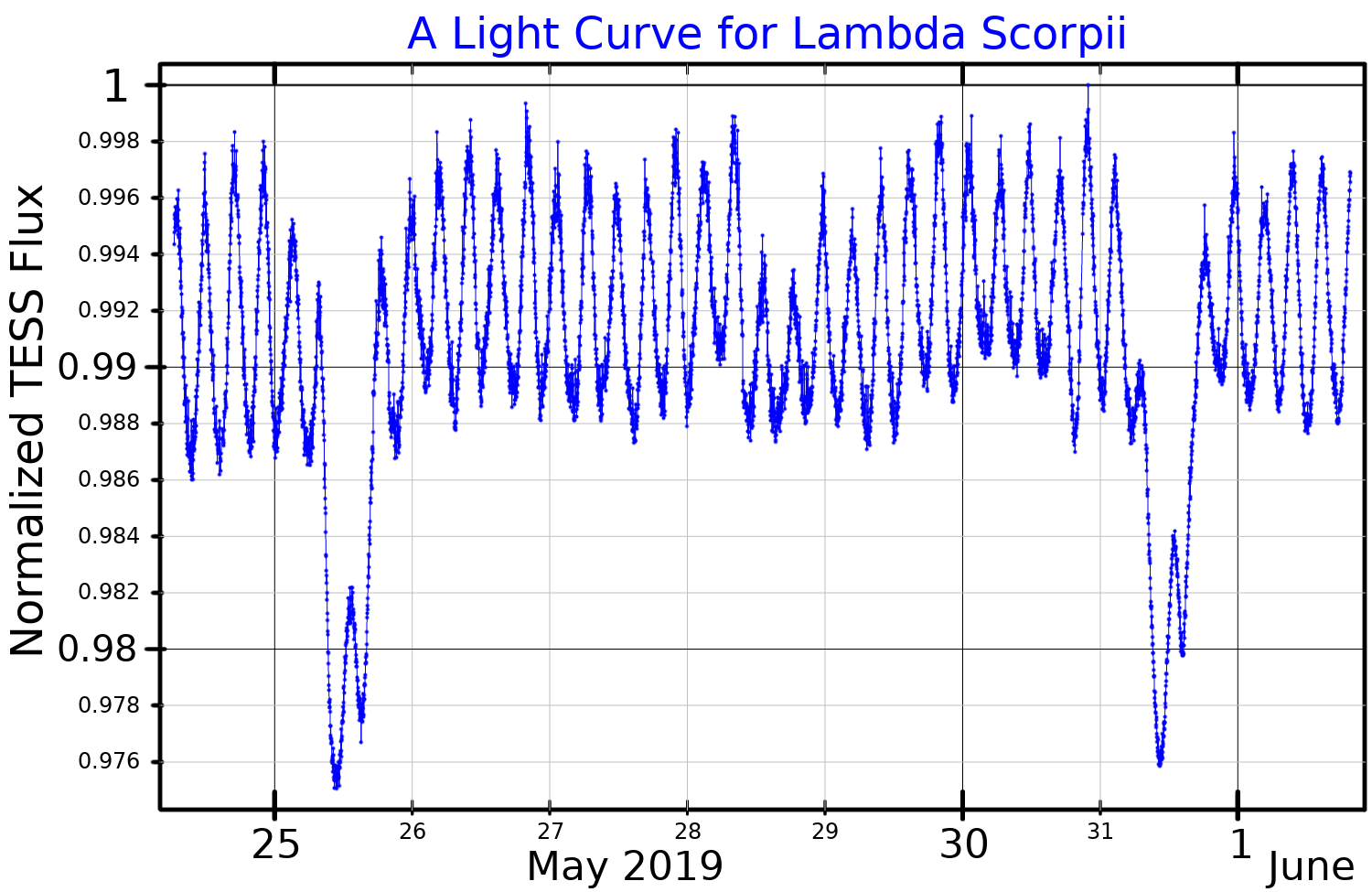
Curva di luce di Shaula dai dati del telescopio spaziale TESS.

Classificata come B2V, Shaula B è un po' meno massiccia di Shaula A: dai parametri orbitali si ricava infatti una massa di 8,1 ± 1,0 M☉. Ha di conseguenza una temperatura superficiale inferiore (21.000 ± 1000 K) e un raggio più piccolo (5,4 R☉). Il minore raggio e la minore temperatura determinano una luminosità inferiore a quella della principale, seppur sempre molto elevata: questa componente è infatti 5.000 volte più luminosa del nostro Sole. La sua gravità superficiale è 4,0 ± 0,1 logg.
Sia Shaula A che Shaula B hanno una massa vicina al limite oltre il quale una stella conclude la propria esistenza in una supernova. Tale limite è infatti 8-10 M☉. Quindi il loro destino finale è incerto: potrebbero esplodere diventando delle stelle di neutroni oppure concludere la loro esistenza in due massicce nane bianche.

### Shaula a
La principale di Shaula ha un'altra compagna molto più stretta di Shaula B, chiamata Shaula a. Essa orbita intorno alla principale con un periodo di 5,9525 giorni in un'orbita la cui eccentricità è abbastanza elevata (e=0,26 ± 0,01). Shaula a dista dalla principale mediamente 0,15 UA (circa 22,5 milioni di km), cioè circa la metà della distanza fra il Sole e Mercurio, ma l'eccentricità dell'orbita la porta all'apastro alla distanza di 0,19 UA (28,5 milioni di km) e la avvicina al periastro fino a 0,11 UA (16,5 milioni di km).
Shaula a è ritenuta la responsabile dell'eccesso di emissione di raggi X proveniente da Shaula, di cui altrimenti sarebbe difficile spiegare la fonte. Infatti mentre le stelle di classe O emettono un poderoso vento stellare, le cui collisioni ad altissima velocità lo riscaldano portandolo a temperature abbastanza alte da far loro emettere grandi quantità di raggi X, le stelle di tipo B1,5, come Shaula A, non arrivano a emettere venti stellari di questo genere. Pertanto la principale può spiegare solo parte dei raggi X emessi.
Tuttavia questo apre il problema di spiegare la natura di Shaula a e il motivo per cui essa emette raggi X. Si è ipotizzato che Shaula a potrebbe essere una nana bianca, residuo di una componente ancora più massiccia dell'attuale principale, che si è evoluta più rapidamente. Tale nana bianca dovrebbe essersi formata da poco e avere una temperatura superficiale ancora molto elevata (almeno 64.000 K), in modo da produrre raggi X.
Tuttavia misure accurate delle orbite fanno presumere che la massa di Shaula a sia 1,8 ± 0,2 M☉, ben al di sopra del limite di Chandrasekhar (cioè 1,44 M☉), il che porta ad escludere che Shaula a possa essere una nana bianca. Le ipotesi rimanenti sono due: Shaula a potrebbe essere o una stella di neutroni oppure una stella pre-sequenza principale di tipo T Tauri. Tuttavia la prima ipotesi sembra improbabile visto che l'esplosione di una supernova nelle immediate vicinanze della principale avrebbe dovuto allontanarla dal sistema (se non distruggere la stella stessa). Inoltre Shaula A presenta una diminuzione periodica di luminosità di circa 4 millesimi di magnitudine, interpretabili come dovute all'eclissi reciproca delle due componenti più strette. L'interpretazione più probabile è allora che Shaula a sia una T-Tauri. Poiché una stella di questo tipo di massa 1,5 M☉ può impiegare anche 10 milioni di anni per entrare nella sequenza principale, ciò pare compatibile con l'età presunta del sistema.

## Etimologia e cultura

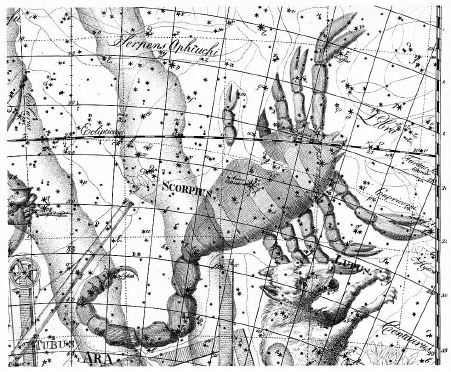
Lo Scorpione in Uranographia di Johann Bode.

Shaula probabilmente deriva il suo nome dall'arabo Al Shaulah, che significa "pungiglione", con riferimento alla posizione della stella che marca, assieme alla vicina Lesath, la parte terminale della coda dello Scorpione. Una ipotesi alternativa è che derivi dall'arabo Mushālah, che significa "sollevata", sempre in riferimento alla posizione coda pronta a pungere.
Nel MUL.APIN, un compendio delle conoscenze astronomiche e astronomiche babilonesi risalente probabilmente al 1000 a.C., Shaula e Lesath sono chiamate Sharur e Shargaz, che significano "cacciatore" e "punitore". In ambiente indiano, le due stelle facevano parte della diciannovesima nakshatra, una delle 27 case in cui era divisa l'eclittica, il cui nome era Mūla, che significa "radice". Esse venivano chiamate i liberatori, forse in relazione alla credenza vedica che esse potessero portare sollievo nelle lunghe malattie. In copto, invece, i due astri venivano chiamati Minamref, che significa "il pungiglione". Presso i Boorong, una popolazione indigena del nord-ovest dello stato australiano di Victoria, Shaula e Lesath venivano chiamate Karik Karik, che significa "i falconi". Presso gli indigeni polinesiani delle Isole Cook le stelle dello Scorpione a sud della coppia μ1 Scorpii - μ2 Scorpii venivano chiamate "l'amo da pesca di Maui": Maui è un dio che, servendosi di tale amo, ha sollevato dalla profondità marine l'atollo di Penrhyn.
Shaula è rappresentata nella bandiera del Brasile, assieme ad altre 26 stelle, ciascuna delle quali simboleggia uno stato confederato. Shaula rappresenta in particolare il Rio Grande do Norte.
In astrologia, a causa della sua posizione in coincidenza del pungiglione dello Scorpione, Shaula viene considerata una stella nefasta: porterebbe pericolo, disperazione, immoralità e malanimo; sarebbe inoltre collegata con i veleni acidi.